# Kana – Imōto
Kana – Imōto (jap. 加奈 〜いもうと〜, „Kana – kleine Schwester“) ist ein Computerspiel, das zum Genre Ren’ai-Adventure gehört. Es handelt sich um ein Erogē und enthält dementsprechend pornographische Szenen.

## Handlung
Das Spiel erzählt die melodramatische Geschichte der beiden Geschwister Takamichi (genannt Taka) und Kana. Zentrale Themen sind dabei die lebensgefährliche Krankheit der Titelheldin und die sich allmählich anbahnende inzestuöse Beziehung zwischen den Hauptpersonen.
Die Handlung setzt ein, als sich der zehnjährige Taka und seine achtjährige Schwester Kana bei einem Familienausflug befinden. Weil Kana an chronischem Nierenversagen leidet, kümmern sich die Eltern besonders aufmerksam um sie, was Takas Eifersucht hervorruft. Nachdem er aber erkannt hat, wie schwach und anfällig Kana ist, ändert er seine Einstellung und rettet ihr das Leben, als sie sich im Wald verirrt. In den folgenden Jahren bemüht sich Taka nach Kräften darum, seiner Schwester beizustehen und sie zu beschützen.
Im Alter von 16 Jahren (in der englischsprachigen Version: 18 Jahren) verschlechtert sich Kanas Gesundheitszustand erheblich; die Ärzte geben ihr nur noch wenige Monate zu leben. Taka, der diese Tatsache vor Kana verheimlicht, versucht nun, die ihr verbliebene Zeit für Kana so angenehm und abwechslungsreich wie möglich zu gestalten. In dieser Situation werden sich die Geschwister auch allmählich darüber klar, dass ihre Liebe füreinander über den üblichen Rahmen geschwisterlicher Zuneigung hinausgeht, was bei ihnen Unsicherheit und Schuldgefühle hervorruft. Schließlich stellt sich heraus, dass Kana als kleines Kind von Takas Eltern adoptiert wurde und die beiden somit nicht blutsverwandt sind.
Je nach den während des Spiels vom Spieler getroffenen Entscheidungen endet das Spiel mit Kanas Tod oder ihrer dramatischen Rettung.

### Charaktere
Takamichi „Taka“ Tōdō (藤堂 隆道, Tōdō Takamichi): Der Held der Geschichte, aus dessen Perspektive die Handlung erzählt wird. Er empfindet eine starke Zuneigung für seine um zwei Jahre jüngere Schwester Kana und kümmert sich aufmerksam um sie.
Kana Tōdō (藤堂 加奈, Tōdō Kana): Takas jüngere Schwester, die seit frühester Kindheit an chronischem Nierenversagen leidet. Bedingt durch ihre schwere Krankheit verbringt sie einen großen Teil ihrer Zeit im Krankenhaus. Deshalb hat sie wenig Gelegenheit dazu, Freunde zu finden, und entwickelt eine starke Abhängigkeit von ihrem Bruder Taka.
Yumi Kashima (鹿島 夕美, Kashima Yumi): Eine Klassenkameradin und spätere Freundin Takas. Nachdem sie ihn in der fünften Klasse sehr enttäuscht hatte, entwickelt Taka starke Hassgefühle gegenüber Yumi. Erst nach Jahren gelingt es ihr, seine Zuneigung zurückzugewinnen und eine Beziehung mit ihm zu beginnen.
Miki Kondō (近藤 美樹, Kondō Miki): Eine Krankenschwester, die Kana seit ihrer Kindheit betreut.
Yūta Itō (伊藤 勇太, Itō Yūta): Ein Klassenkamerad Kanas. Nachdem er sie zunächst in der Schule geärgert hatte, entwickelt er allmählich eine Neigung für sie und bemüht sich nun darum, sie gegenüber anderen Schülern in Schutz zu nehmen. Er versucht wiederholt, Kana näher kennenzulernen und mit ihr auszugehen, aber sie verhält sich ihm gegenüber weiterhin sehr zurückhaltend und distanziert.
Sumako Kirihara (霧原 須摩子, Kirihara Sumako): Takas und Kanas Tante. Sie erkrankt an Brustkrebs und verbringt ihre letzten Monate im Hospiz.
Kana Kirihara (霧原 香奈, Kirihara Kana): Sumakos kleine Tochter. Sie leidet an einer angeborenen Leberkrankheit und verbringt deshalb ebenfalls viel Zeit im Krankenhaus. Während Sumakos Erkrankung lebt sie zeitweilig bei Familie Tōdō.

## Spielmechanik
Wie bei Visual Novels üblich, werden Personen und Szenerie im Hintergrund dargestellt, während der Dialog der Personen und Takas Erzählung als Text im Vordergrund angezeigt werden. Dabei finden zusätzlich Musik und Klangeffekte Verwendung. Der Spieler kann an etwa 30 Punkten der Handlung Entscheidungen treffen, die bestimmen, welchen Verlauf die Geschichte nimmt und zu welchem Schluss sie letztlich gelangt. Es gibt dabei insgesamt sechs verschiedene Ausgänge, welche die Geschichte nehmen kann. Um das Spiel zu beenden, benötigt man etwa fünf bis zehn Stunden.

## Entwicklungs- und Veröffentlichungsgeschichte
Die Originalversion des Spiels wurde von D.O. (Digital Objet) für das Betriebssystem Windows entwickelt und am 25. Juni 1999 in Japan veröffentlicht. Das Szenario wurde von Hajime Yamada (山田 一, Yamada Hajime) verfasst. Eine Version für Mac OS erschien am 15. Juni 2001.
Eine englische Übersetzung unter dem Titel Kana – Little Sister wurde am 7. August 2002 von G-Collections veröffentlicht. Im Gegensatz zur japanischen Version erscheinen hier die pornographischen Szenen unzensiert (ohne Mosaiken). Diese Version ist auch als Download erhältlich.
2003 kündigte Panther Software die Entwicklung einer Version für die Spielekonsole Xbox an, die aber nie erschien und im Mai 2005 nach mehreren Verschiebungen offiziell aufgegeben wurde.
Unter dem Titel Kana… Okaeri!! (加奈…おかえり!!, „Kana … Willkommen zurück!“) veröffentlichte Takayashiki Development am 19. November 2004 eine überarbeitete Version, ebenfalls für Windows. Der Text der ursprünglichen Version wurde dabei nicht verändert, die Grafiken wurden aber neu erstellt und das Spiel durchgängig mit Sprachausgabe versehen.
Am 7. Oktober 2010 wurde von Cyberfront eine Portierung des Spiels für die PlayStation Portable veröffentlicht. Dafür fand wiederum die Grafik der ursprünglichen Version Verwendung, die um einige neue Grafiken ergänzt wurde. Diese Version verfügt ebenfalls über Sprachausgabe, die neu aufgenommen wurde. Die pornographischen Szenen wurden entfernt, so dass die PSP-Version des Spiels von der CERO die Einstufung C (geeignet ab 15 Jahren) erhielt.

## Rezeption
Kana – Imōto wurde von Kritikern als außergewöhnliches, emotional anrührendes Spiel mit besonderem Tiefgang bewertet. So bezeichnete Jason Young die Handlung als “one of the most emotional and meaningful stories” („eine der emotionalsten und bedeutungsvollsten Geschichten“), der man in Spielen, Anime, Filmen oder Büchern begegnen könne, und beschrieb Kana – Imōto als “a celebration of life and a search for what it means to be alive” („eine Feier des Lebens und eine Suche danach, was es bedeutet, am Leben zu sein“).
James Jursudakul beschrieb das Spiel als “the most heart-felt tale that I’ve ever experienced in a game” („die herzergreifendste Geschichte, die ich jemals in einem Spiel erlebt habe“) und nannte es als herausragendes Beispiel dafür, “how fascinating the stories of visual novels can actually be” („wie faszinierend die Geschichten von Visual Novels tatsächlich sein können“).
Leigh Alexander betonte die feinfühlige Behandlung der Inzest-Thematik im Spiel und charakterisierte Kana – Imōto als “much less a sex game than it is a self-generated essay on deep-rooted human essentials” („viel weniger ein Sex-Spiel als ein selbsterstellter Essay über Grundfragen des menschlichen Lebens“).